# 3×3 Eyes: Sanjiyan Henjyo
3×3 Eyes: Sanjiyan Henjyo (サザンアイズ～三只眼變成～) est un jeu vidéo d'aventure sorti en 1993 sur PC-9801 et FM Towns, puis en 1994 sur PC Engine (Super CD et Arcade CD) et enfin en 1996 sous Windows. Le jeu a été développé par Nihon Create et n'est sorti qu'au Japon.